# نوید نسیمی
نوید نسیمی (اوکراینی: Навід Даудович Насімі؛ زادهٔ ۱ مارس ۱۹۹۵) بازیکن فوتبال ایرانی-اوکراینی است که برای آرسنال کیف بازی می‌کند.
از باشگاه‌هایی که در آن بازی کرده‌است می‌توان به چورنومورتس اودسا اشاره کرد.